# 아빠도, 하고 싶어

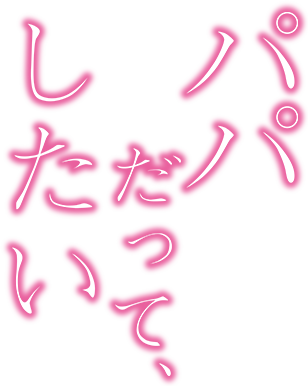

《아빠도, 하고 싶어》(パパだって、したい)는 세오 세리나가 원작한 일본의 성인 만화이다. 2017년 5월부터 ComicFesta에 전자 코믹에서 연재 중이다.
대학생이 가정부 아르바이트로 싱글 파더로 고용된 것을 계기로 시작되는 사랑을 그린 보이스 러브 작품.

## TV 애니메이션
2019년 1월부터 2월까지 도쿄 MX에서 5분간의 단편 애니메이션로서 방영(전 8화). 다른 ComicFesta 애니메와 마찬가지로 통상판과 연령 제한이 있는 완전판이 존재하며 완전판은 애니메Zone 독점 착신된다.